# Guayaquileño, madera de guerrero
Guayaquileño, madera de guerrero es una composición musical con tono de pasacalle, cuya letra fue escrita  por el compositor Carlos Rubira Infante.

## Historia
Rubira Infante escribió "Guayaquileño, madera de guerrero" en 1948 mientras se hallaba en la ciudad de Quito, enseñando música a un coro. La canción surgió de una conversación entre él y sus alumnos de Ecuador, mientras improvisaba. Según Rubira, la canción recoge el sentimiento y rebeldía del pueblo.
La canción se ha usado para toda clase de eventos cívicos, como himno de Guayaquil, mas también para fines propagandísticos y políticos.